# Puerto Cortés
Puerto Cortés ist eine honduranische Stadt im Departamento Cortés. Puerto Cortés ist der größte Seehafen in Honduras und der wichtigste Zentralamerikas.

## Lage und Klima
Puerto Cortés liegt an der Küste der Karibik ca. 60 km (Fahrtstrecke, Schnellstraße) nördlich von San Pedro Sula und knapp 20 km nordöstlich von Omoa. In unmittelbarer Nachbarschaft zur Stadt befindet sich die Laguna de Alvarado, ein Feuchtgebiet gemäß der Ramsar-Konvention. Ganzjährig herrscht ein tropisch feuchtwarmes Klima; die Niederschläge liegen bei ca. 2500 mm/Jahr.

## Bevölkerungsentwicklung
| Jahr      | 2001   | 2013   |
| Einwohner | 51.874 | 59.676 |

Der deutliche Bevölkerungszuwachs beruht im Wesentlichen auf der immer noch anhaltenden Zuwanderung von Einzelpersonen und Familien aus den Dörfern der Umgebung.

## Geschichte
Der Konquistador Gil González Dávila gründete im Jahr 1524 die Siedlung Villa de la Natividad de Nuestra Señora ungefähr dort, wo heute Puerto Cortés liegt. Im Jahr 1526 wurde La Natividad in Puerto Caballos umbenannt. Dort siedelten sich 20 Spanier an, die zuvor in den Orten Nito und Naco gelebt hatten. Im Jahr 1533 zerstörte ein einheimischer Häuptling namens Çiçumba die Siedlung; angeblich wurde dabei auch eine Frau, die aus dem spanischen Sevilla stammte, gefangen genommen. Nachdem Çiçumba im Jahr 1536 durch Pedro de Alvarado besiegt worden war, wurde eine neue Stadt namens Puerto de Caballos gegründet. Da sie durch Piraten angreifbar war, hatte sie im 16. und 17. Jahrhundert nur wenige dauerhafte Einwohner. Dies änderte sich erst mit dem Bau der Festung in Omoa durch die Spanier im 18. Jahrhundert. 
Der Name Puerto de Caballos („Hafen der Pferde“) ergab sich dadurch, dass Gil González Dávila bei seiner Reise entlang der Küste mehrere Pferde über Bord werfen musste, um seine leckgeschlagenen Schiffe zu erleichtern. Erst im Jahr 1869 wurde der Name Puerto Caballos zu Ehren von Hernán Cortés in „Puerto Cortés“ geändert.

## Die Stadt
Im August gibt es in Puerto Cortés eine zweiwöchige Festveranstaltung. Der letzte Tag (ein Samstag) ist als Noche Veneciana („venezianische Nacht“) bekannt. Der 15. August ist ein lokaler Feiertag zu Ehren der Virgen de la Asunción, der Schutzheiligen von Puerto Cortés.
Im September 2001 wurde die Brücke La Laguna (Die Lagune) wieder aufgebaut und eröffnet, nachdem die alte Brücke, ein 50 Jahre altes Bauwerk, im Jahr 1998 durch Hurrikan Mitch schwer beschädigt worden war und schließlich abgerissen werden musste. Zum Küstenschutz wurde eine Betonmauer in der Nähe der Brücke La Laguna gebaut; sie ist bekannt als El Malecón, dem spanischen Wort für „Anleger“ oder „Landebrücke“.

## Persönlichkeiten
- Ricky García (* 1971), Fußballspieler
- Reynaldo Clavasquín (* 1972), Fußballspieler und -trainer
- Shirley Perelló (* 1986), Fußballschiedsrichterassistentin